# Woodburn (Indiana)
Woodburn es una ciudad ubicada en el condado de Allen en el estado estadounidense de Indiana. En el Censo de 2010 tenía una población de 1.520 habitantes y una densidad poblacional de 630,37 personas por km².

## Geografía
Woodburn se encuentra ubicada en las coordenadas 41°7′32″N 84°51′36″O / 41.12556, -84.86000. Según la Oficina del Censo de los Estados Unidos, Woodburn tiene una superficie total de 2.41 km², de la cual 2.41 km² corresponden a tierra firme y (0%) 0 km² es agua.

## Demografía
Según el censo de 2010, había 1.520 personas residiendo en Woodburn. La densidad de población era de 630,37 hab./km². De los 1.520 habitantes, Woodburn estaba compuesto por el 98.55% blancos, el 0% eran afroamericanos, el 0.2% eran amerindios, el 0.07% eran asiáticos, el 0.07% eran isleños del Pacífico, el 0.39% eran de otras razas y el 0.72% pertenecían a dos o más razas. Del total de la población el 1.12% eran hispanos o latinos de cualquier raza.